# Тогоручей
Тогоручей — ручей в России, протекает по территории Чёбинского сельского поселения Медвежьегорского района и Кяппесельгского сельского поселения Кондопожского района Республики Карелии. Длина ручья — 23 км.

## Общие сведения
Ручей берёт начало из ламбины без названия и далее течёт преимущественно в юго-восточном направлении.
Ручей в общей сложности имеет три малых притока суммарной длиной 7,0 км.
Устье ручья находится в 3,6 км по правому берегу реки Чёбинки на высоте ниже 103,8 м над уровнем моря.
Чёбинка впадает в реку Уницу, которая, в свою очередь, впадает в Онежское озеро.
В нижнем течении Тогоручей пересекает трассу Р21 («Кола»).
Населённые пункты на ручье отсутствуют.
Код объекта в государственном водном реестре — 01040100612202000015522.

## Фотография
|  |